# Einojuhani Rautavaara
Einojuhani Rautavaara (9. oktober 1928 – 27. juli 2016) var den mest kendte finske komponist i sin generation. Han blev uddannet på Sibelius-akademiet, og blev efter anbefaling af Jean Sibelius optaget på Juilliard School i New York. 
Han gennemgik flere stilistiske faser, men har ofte kombineret forskellige stilarter i individuelle værker. 
Hans tidlige værker er neoklassiske. I en periode eksperimenterede han med serialisme, fx i hans 4. symfoni fra 1962, men han forlod den igen og har ikke skrevet rent serielle værker. 
Hans omfattende produktion dækker praktisk taget alle traditionelle genrer. Særlig bemærkelsesværdige er hans operaer, otte symfonier, og mange værker for kor a capella.

## Udvalgte værker

### Opera
- Thomas (1982–1985)
- Vincent (1986–1987)
- The House of the Sun (Auringon talo), kammeropera (1989–1990)
- The Gift of the Magi (Tietäjien lahja), kammeropera (1993–1994)
- Aleksis Kivi (1995–1996)
- Rasputin (2001–2003)

### Symfonier
- Symfoni Nr. 1 (1956/1988/2003)
- Symfoni Nr. 2: Sinfonia intima (1957/1984)
- Symfoni Nr. 3 (1961)
- Symfoni Nr. 4: Arabescata (1962)
- Symfoni Nr. 5 (1985-1986)
- Symfoni Nr. 6: Vincentiana (1992)
- Symfoni Nr. 7: Angel of Light (1994)
- Symfoni Nr. 8: The Journey (1999)

### Koncerter
- Cellokoncert(1968)
- Klaverkoncerter:
  - Klaverkoncert No. 1 (1969)
  - Klaverkoncert No. 2 (1989)
  - Klaverkoncert No. 3: Gift of Dreams (1998)
- Fløjtekoncert: Dances with the Winds (1973)
- Orgelkoncert: Annunciations (1976–1977)
- Violinkoncert (1976–1977)
- Baskoncert: Angel of Dusk (1980)
- Harpekoncert (2000)
- Klarinetkoncert (2001)

### Andre orkesterværker
- Anadyomene: Adoration of Aphrodite (1968)
- Cantus Arcticus (1972)
- Angels and Visitations (1978)
- Isle of Bliss (Lintukoto) (1995)
- Autumn Gardens (1999)
- Garden of Spaces (Regular Sets of Elements in a Semi-Regular Situation) (1971; orch. 2003)
- Book of Visions (2003–2005)
- Manhattan Trilogy (2003–2005)
- Before the Icons (2005)

### Kor
- Ludus verbalis, motet for talekor (1960)
- Praktisch Deutsch, motet for talekor (1969)
- Koncert for sopran, kor og orkester: Daughter of the Sea (Meren tytär) (1971)
- True & False Unicorn, kantate (1971/2000)
- All-Night Vigil (Vigilia), for kor og solister (1971–1972/1996)
- Book of Life (Elämän kirja), suite (1972)
- Children's Mass (Lapsimessu), for børnekor og orkester (1973)
- Lorca Suite, for blandet kor eller børnekor (1973)
- The Bride (Morsian), (1975)
- The Departure (Lähtö), (1975)
- Summer Night (Sommarnatten), (1975)
- Magnificat, messe (1979)
- Nirvana Dharma, for kor, sopran, og fløjte (1979)
- The Cathedral (Katedralen), for kor og solister (1982)
- Canción de nuestro tiempo, suite (1993)
- Die erste Elegie (1993)
- With the Joy We Go Dancing (Och glädjen den dansar) (1993)
- On the Last Frontier, fantasi for kor og orkester (1997)
- In the Shade of the Willow (Halavan himmeän alla), 3 sange for kor(1998)

### Brass Band
- A Requiem in our Time (1953)
- A Military Mass (Sotilasmessu) (1968)

### Strygeorkester
- The Fiddlers (Pelimannit) (1952/1972)
- Suite for Strings (1952)
- Divertimento (1953)
- An Epitaph for Bela Bartok (1955/1986)
- Canto I (1960)
- Canto II (1961)
- Canto III (1972)
- Canto IV (1992)
- Ballade for harp and strings (1973/1981)
- Hommage à Kodaly Zoltan (1982)
- Hommage à Liszt Ferenc (1989)
- A Finnish Myth
- Ostrobothnian Polska

### Kammermusik/soloinstrument
- Strygekvartetter:
  - Strygekvartet Nr. 1 (1952)
  - Strygekvartet Nr. 2 (1958)
  - Strygekvartet Nr. 3 (1965)
  - Strygekvartet Nr. 4 (1975)
- Oktet for Blæseinstrumenter (1962)
- Sonate for Klarinet og Klaver (1969)
- Cellosonater:
  - Cellosonate Nr. 1 (1972–1973/2001)
  - Cellosonate Nr. 2 (1991)
- Ballad, for harpe og strygere (1973/1981)
- Sonate for fløjte og guitar (1975)
- Serenades of the Unicorn, for guitar (1977)
- Monologues of the Unicorn, for guitar (1980)
- Strygekvintet: Unknown Heavens (1997)
- Hymnus, for trompet og orgel (1998)
- Lost Landscapes, for violin og klaver (2005)

### Solostemme
- Three Sonnets of Shakespeare (1951/2005)
- Sacred Feasts (Pyhiä päiviä) (1953)
- Five Sonnets to Orpheus (1955–56/1960)
- Die Liebenden (1958–1959/1964)
- God's Way (Guds väg) (1964/2003)
- The Trip (Matka) (1977)
- Dream World (Maailman uneen) (1972–1982)
- In my Lover's Garden (I min älsklings trädgård) (1983–87)

### Klaver
- Icons, Op. 6 (1955)
- Preludes, Op. 7 (1956)
- Partita, Op. 34 (1956–8)
- Etudes, Op. 42 (1969)
- Klaversonater:
  - Klaversonate Nr. 1: Christus und die Fischer, Op. 50 (1969)
  - Klaversonate Nr. 2: The Fire Sermon, Op. 64 (1970)
- Narcissus (2002)